# Terme Taurine
Le Terme Taurine sono un sito archeologico romano localizzato in Civitavecchia, situato, isolato, su una collina a pochi chilometri dal centro abitato, dalla quale si gode della splendida vista sul Tirreno.

## Sito archeologico
Le terme furono già descritte nel diario di viaggio del poeta Rutilio Claudio Namaziano nel 416 d.C., il quale narra che il nome nasce da una leggenda secondo cui un toro (probabilmente assimilato ad una divinità) avrebbe raspato la terra prima di iniziare una lotta, e così sarebbe scaturita la sorgente di acqua calda sulfurea dalle proprietà benefiche.
Il complesso è diviso in due aree: le Terme Repubblicane, risalenti al I secolo a.C e le Terme Imperiali che risultano edificate tra il 123 ed il 136 d.C..L'area delle terme di proprietà dello Stato Italiano, oltre che sito archeologico è teatro anche di eventi museali, musicali ed artistici. Nel 2016 ha fatto registrare 3 010 visitatori.

## Galleria d'immagini

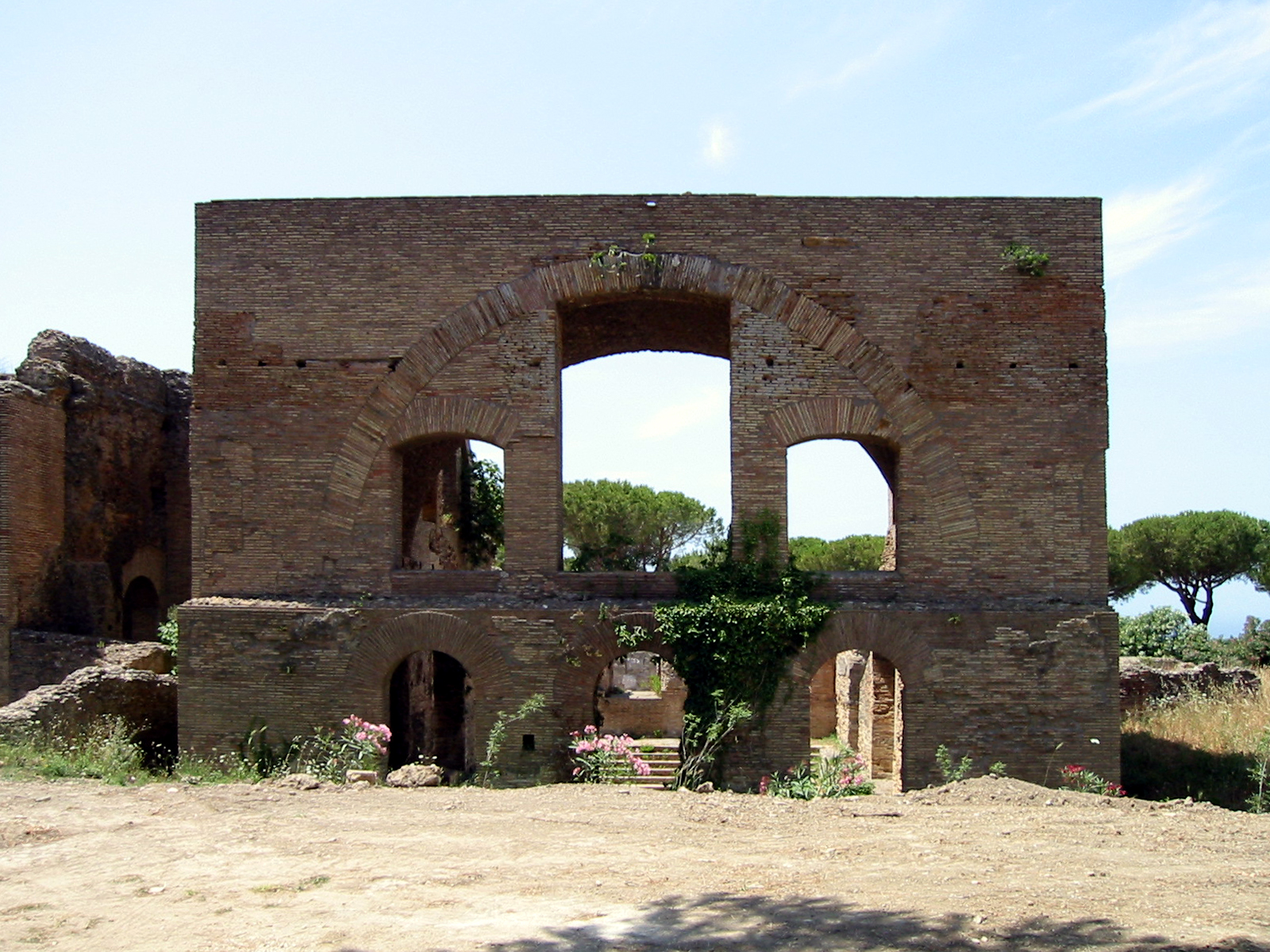
Il Caldarium
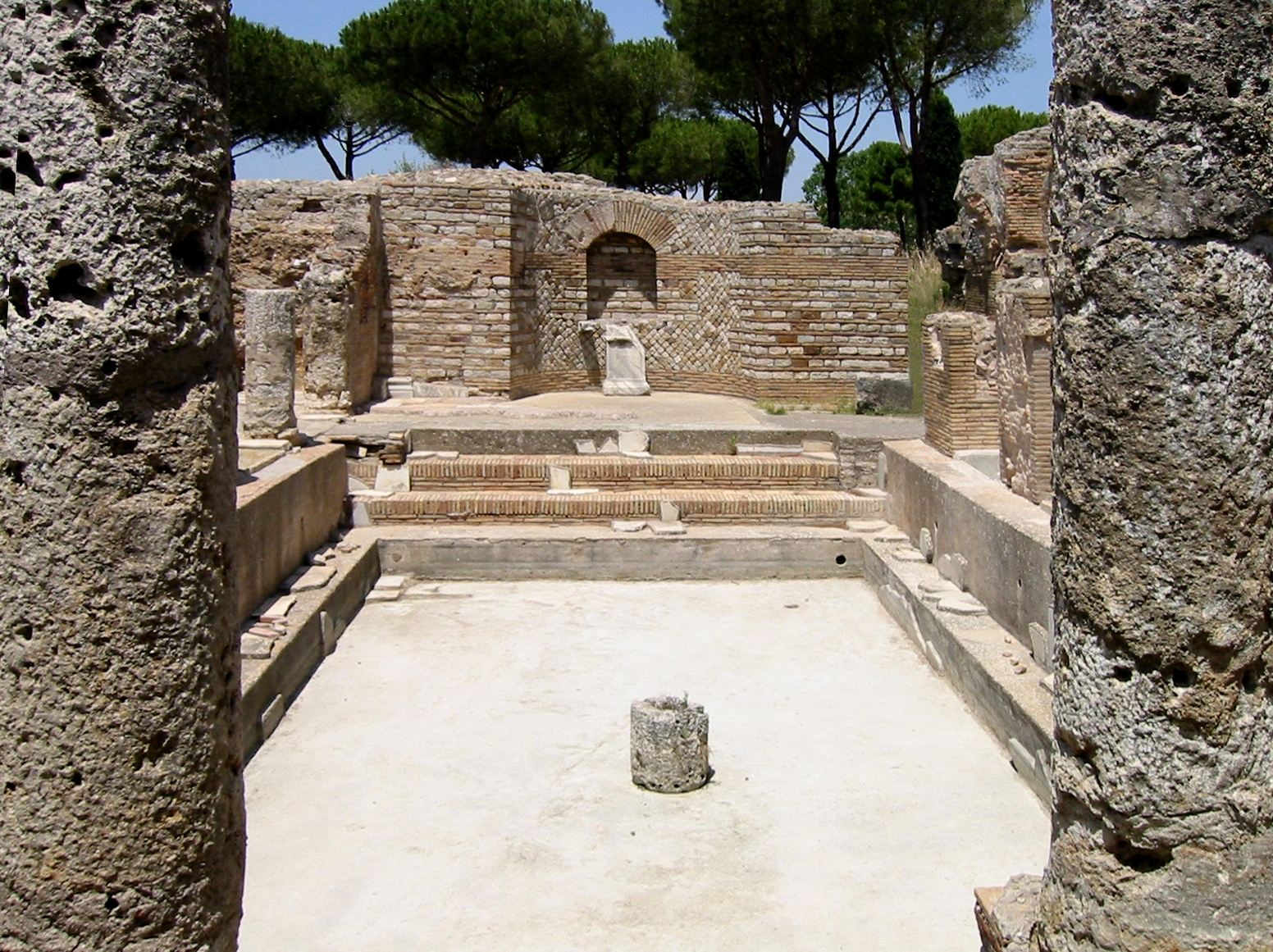
Il Tepidarium